# Scatella triseta
Scatella triseta är en tvåvingeart som beskrevs av Daniel William Coquillett 1902. Scatella triseta ingår i släktet Scatella och familjen vattenflugor. Inga underarter finns listade i Catalogue of Life.